# Штейнберг, Марк Иосифович
Ма́рк Ио́сифович Ште́йнберг (23 августа 1927, Умань, УССР, СССР — 12 декабря 2020, Бруклин, США) — советский и американский журналист, военный обозреватель, историк.

## Биография
Марк Штейнберг родился 23 августа 1927 в Умани, детство провёл в Кишинёве, Тирасполе, Бендерах. C июня 1941 года — в эвакуации в Алапаевске, Нижнем Тагиле и Ташкенте. Мать — Фейга Мордковна Штейнберг, кассир; отец — Иосиф Залманович Штейнберг, воентехник 1-го ранга, погиб летом 1941 года. В эвакуации с 14 лет работал на военном заводе. В 1945 году был призван в ряды вооружённых сил и направлен в военно-инженерное училище, где учился на сапера. Осенью 1948 года, после окончания военного училища, в звании младшего лейтенанта был направлен на службу в Кушку, где прослужил 6 лет. Во время службы в свободное время серьёзно увлекался стрельбой, фехтованием, самбо и русской художественной литературой.
Осенью 1954 года получил назначение на должность командира сапёрно-штурмового батальона. В 1971 году был переведен в штаб Туркестанского военного округа, где прослужил до 1982 года.
Во время службы в секретной библиотеке штаба Туркестанского военного округа систематически собирал материалы по еврейскому вопросу в армии. Во время отпуска копировал в военных архивах в Подольске и Гатчине папки с личными делами евреев военных, участвовавших в Великой Отечественной войне и работавших в военной промышленности.
В 1963 году провел 7 месяцев в Алжире в качестве командира инженерно-штурмового батальона, занимавшегося разминированием оставленных французскими войсками минных полей. В начале 1970-х был одним из проверяющих офицеров спецшколы в г. Мары, в которой советские инструктора тренировали сирийских, иракских, египетских и ливанских офицеров, а также боевиков ООП.
В должности офицера штаба ТуркВО контролировал ввод 5-й гвардейской мотострелковой дивизии в Афганистан. Прибыв в Кабул, присоединился к спецгрупппе, определявшей сроки ремонта дворца Тадж-Бек, в котором должен был расположиться штаб 40-й армии. Во второй половине 1982 года отвечал за безопасность туннеля под перевалом Саланг, через который шла главная трасса снабжения и манёвра восточной группы советских войск.
В 1984 году вышел в запас. Последняя должность — начальник штаба гражданской обороны Ташкента, воинское звание — полковник. Работал три года в журнале «Партийная жизнь» ЦК КП Узбекистана, и ещё пять лет в газете «Ташкентская правда». Печатался также в газетах «Труд», «Социндустрия» и русскоязычной прессе Узбекистана. В Ташкенте вышли два стихотворных сборника: «Сонеты времен года» и «Афганский блокнот».
В 1991 году эмигрировал в США к дочери после погромов в Ферганской долине, резни турок-месхетинцев и демонстраций в Ташкенте. Вывез за границу папки с копиями архивных документов, в том числе секретных. Поселившись в Нью-Йорке стал военным обозревателем единственной в 1991 году русскоязычной газеты Америки «Новое русское слово», заняв пустовавшую нишу военного обозревателя.
Являлся военным консультантом Моррисонского института оборонных исследований Стэнфордского университета. Активно сотрудничал с русскоязычной прессой США и других стран по военной тематике; основная тематика — Вторая мировая война. Написал более 1000 статей.
В 1996 г. опубликовал монографию «Евреи в войнах тысячелетий» — первую попытку изложить в одном томе трехтысячелетнюю военную историю еврейского народа. Во второй книге «Еврейский щит СССР» (2011, переиздана в 2013) изложена военная история евреев Советского Союза за последние полвека его существования (1941—1991). Заключительная книга трилогии, «Еврейский Меч России и СССР», описывает военную деятельность евреев в царской России и в Советском Союзе, включая военные конфликты и войны России и СССР за время их существования. Первое издание книги вышло осенью 2019 года.
Скончался 12 декабря 2020 года в Нью-Йорке.

## Некоторые публикации
- Штейнберг, М. Кто придет на смену: О пробл. подгот. молодежи к службе в Вооруж. Силах СССР / Марк Штейнберг. — Ташкент : Узбекистан, 1989. — 59,[2] с.
- Штейнберг, М. Евреи в войнах тысячелетий: Очерки воен. истории еврейского народа] / Марк Штейнберг. — М. : Мосты культуры; Иерусалим : Гешарим, 2004 (ППП Тип. Наука). — 555, [4] с.
- Штейнберг, М. Еврейский щит СССР: Очерки военной истории еврейского народа (1941—1991 гг.) / Марк Штейнберг. — Нью-Йорк (США), 2011. — 427 с.
- Штейнберг, М. Еврейский Меч России и СССР / Марк Штейнберг. — Нью-Йорк (США): Indy Pub, 2019. — 578 c.